# Познань (Люблінське воєводство)
Познань (пол. Poznań) — село в Польщі, у гміні Серокомля Луківського повіту Люблінського воєводства.
Населення — 134 особи (2011).
У 1975-1998 роках село належало до Седлецького воєводства.

## Демографія
Демографічна структура станом на 31 березня 2011 року:
|          | Загалом | Допрацездатний вік | Працездатний вік | Постпрацездатний вік |
| -------- | ------- | ------------------ | ---------------- | -------------------- |
| Чоловіки | 73      | 16                 | 50               | 7                    |
| Жінки    | 61      | 11                 | 31               | 19                   |
| Разом    | 134     | 27                 | 81               | 26                   |